# Revolta dos ciompi
A Revolta dos ciompi ocorreu, entre junho e agosto de 1378, em Florença. Foi um dos primeiros levantes com fins econômicos e políticos do final da Idade Média.

## Contexto

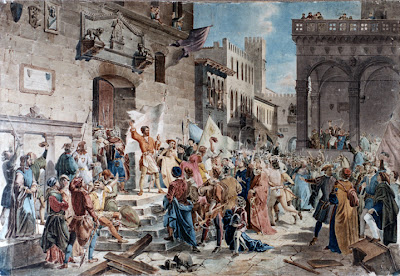
Tumulto dei Ciompi, 1877, Civici Musei di Storia ed Arte di Trieste

Ciompi era a denominação dada aos que trabalhavam, principalmente, ao setor de processamento primário de lã (pentear e cardar), na região de Florença no final da Idade Média. Tal denominação, deriva do verbo "ciompare", sinônimo de espancar, (ainda hoje no campo ouve-se o ditado: "stai bono sennò ti ciompo!"), tendo em vista que uma das operações iniciais de beneficiamento da lã consistia em batê-la com um pau para facilitar o desprendimento dos nós na lã ou pedaços de sujeira presentes antes de cardar ou pentear.
Em 1344, os "ciompi", liderados por Ciuto Brandini, fizeram uma outra rebelião para estabelecer uma corporação que os representasse, mas não obtiveram êxito.
No sistema das corporações de artes e ofícios em Florença, existia uma hierarquia político-social, na qual existia:
- a "gente gorda", ou seja: os ricos, que se ocupava das artes mais prestigiadas e lucrativas;
- a "gente média", ou seja: a pequena burguesia, que se ocupava das artes menores; e
- a "gente magra", composta por pequenos comerciantes e operários, muitos desses que tinham, recentemente, vindo do campo para as cidades para satisfazer a necessidade de mão-de-obra barata.

As condições econômicas dos “magros” era bastante precária e, além disso, eles não tinham nenhuma forma de representação política . 
Na segunda metade do século XIV, após uma gravíssima onda de Peste Negra, toda a Europa passou por uma forte crise econômica, que atingiu mais fortemente as pessoas mais pobres.
Na região de Florença, a situação foi agravada pela Guerra dos Oito Santos (1375-1378), na qual se confrontaram Florença e diversas cidades italianas contra os Estados Papais, que resultou na exigência de uma multa contra Florença.

## A rebelião
Nesse contexto de grave crise econômica, a corporação de artesãos se rebelou contra os banqueiros e grandes mercadores que detinham o poder da cidade, que recebeu o apoio dos "ciompi" que, compareceram em grande número e assumiram o controle da rebelião.
Desse modo, no dia 21 de julho de 1378, os "ciompi" ocuparam o Palazzo Vecchio para exigir da Signoria o direito de associação e participação na vida pública. Nessas circunstâncias, eles conseguiram:
- eleger o seu líder Michele di Lando como "gonfalonier" de justiça, o mais alto cargo executivo da República Florentina; e
- o reconhecimento de três novas corporações que passariam a representar as classes populares (na época, chamadas enfaticamente de "povo de Deus"): a dos "ciompi", a dos alfaiates e a dos dos tintureiros, sendo que, essas três novas corporações, teriam o direito de eleger um terço dos magistrados da cidade[4] [5].

O número total de integrantes das três novas corporações era de cerca de 13.000 homens, enquanto que as 21 corporações que já existiam, tinham representavam cerca de 4.000 a 5.000 pessoas. Com o reconhecimentos dos direitos dessas novas corporações, quase todos os homens em Florença puderam participar do governo da cidade.
No entanto, o governo de Michele di Lando foi tumultuado, pois, por um lado cresciam as exigências das camadas populares, tais como o de cancelamento de dívidas, e, do outro, a resistência dos mais ricos contra mais concessões. Nesse contexto, preferiu se alinhar aos mais ricos e reprimir os protestos populares.
Desse modo, no final de agosto de 1378, di Lando prendeu dois líderes Ciompis que exigiam uma reforma constitucional. No dia seguinte, di Lando saiu do palácio com o porta-estandarte da justiça e limpou a praça de uma milícia das três novas guildas que gritavam "Viva o popolo minuto" e exigiam a renúncia do governo de di Lando.
Depois, a milícia dos Ciompis operária voltou e ocorreu uma uma batalha pela Piazza della Signoria entre os Ciompi e as forças das guildas maiores e menores lideradas pela corporação dos açougueiros. Os Ciompi e seus aliados foram massacrados naquele pelas outras corporações com o apoio de di Lando. Este dia foi considerado um dos mais sangrentos da história florentina.
Em 1º de setembro, os cidadãos se reuniram na Piazza della Signoria e aprovaram a dissolução da corporação dos Ciompis. No entanto, o governo continuou a adotar reformas defendidas pelos Ciompis, como a criação, no dia  em 29 de outubro de 1378, do estimo (um imposto direto sobre o patrimônio familiar).
Embora muitas vezes retratados como radicais hoje, as demandas e desejos dos trabalhadores da lã e outros envolvidos eram bastante modestos e a reforma não tomou a forma de uma reformulação social. Por outro lado, a teoria de que os Ciompi poderiam conviver em harmonia com todos os outros grupos e corporações da sociedade após assumirem o governo era idealista.